# Vittorio Sgarbi
Vittorio Umberto Antonio Maria Sgarbi (Ferrara, 8 de maio de 1952) é um crítico de arte italiano, historiador da arte, político, comentarista cultural e personalidade da televisão. Foi nomeado curador do Pavilhão Italiano na Bienal de Veneza 2011. Várias vezes membro do Parlamento italiano, atuou também no governo municipal de Milão. Em 2012, ele foi removido do cargo de prefeito de Salemi pelo Ministério do Interior por causa das interferências da máfia na aldeia.

## Biografia
Vittorio Sgarbi frequentou o Liceu Clássico "Ludovico Ariosto" de Ferrara e licenciou-se em Filosofia "cum laude" na Universidade de Bolonha, onde também obteve a especialização em História da Arte.
Seu programa de TV Sgarbi Quotidiani (Daily Rudenesses) durante os anos 1990 era uma discussão diária de 15 minutos sobre eventos atuais. Durante alguns desses shows, ele atacou furiosamente alguns juízes italianos durante o escândalo de corrupção de Tangentopoli. Esse escândalo gerou grande turbulência na política italiana, com a queda de muitos partidos tradicionais e a ascensão de Silvio Berlusconi, posteriormente ele próprio condenado por fraude fiscal. Sgarbi atacou o uso da detenção preventiva na prisão; ele declarou que muitas pessoas foram presas sem um mandado adequado e que alguns inocentes foram acusados injustamente.
Embora tenha defendido fortemente o papel do catolicismo como fundamento da cultura italiana, ele se define como ateu. Em questões éticas - por exemplo, a da eutanásia ou no caso de Eluana Englaro, cuja vida foi prolongada artificialmente por 17 anos em coma vegetativo, ele se aliou à Igreja Católica. Ele também declarou sua oposição não apenas ao casamento gay, mas ao casamento em geral. Ele tem uma irmã mais nova, Elisabetta Sgarbi, uma produtora de cinema e escritora italiana.
Enquanto era prefeito da cidade siciliana de Salemi, ele foi afastado de seu cargo e a administração da cidade foi contratada. Na verdade, de acordo com a ministra do Interior, Anna Maria Cancellieri.
Em novembro de 2017, Sgarbi foi escolhido pelo Presidente eleito da Sicília Nello Musumeci como novo Assessor Regional do Patrimônio Cultural.
Ele foi reeleito como MP da Forza Italia para as eleições gerais de 2018, e foi sucessivamente eleito prefeito de Sutri no final de junho do mesmo ano.
Atualmente, ele também trabalha como colunista da il Giornale e como crítico de arte da revista Panorama.

## Galeria

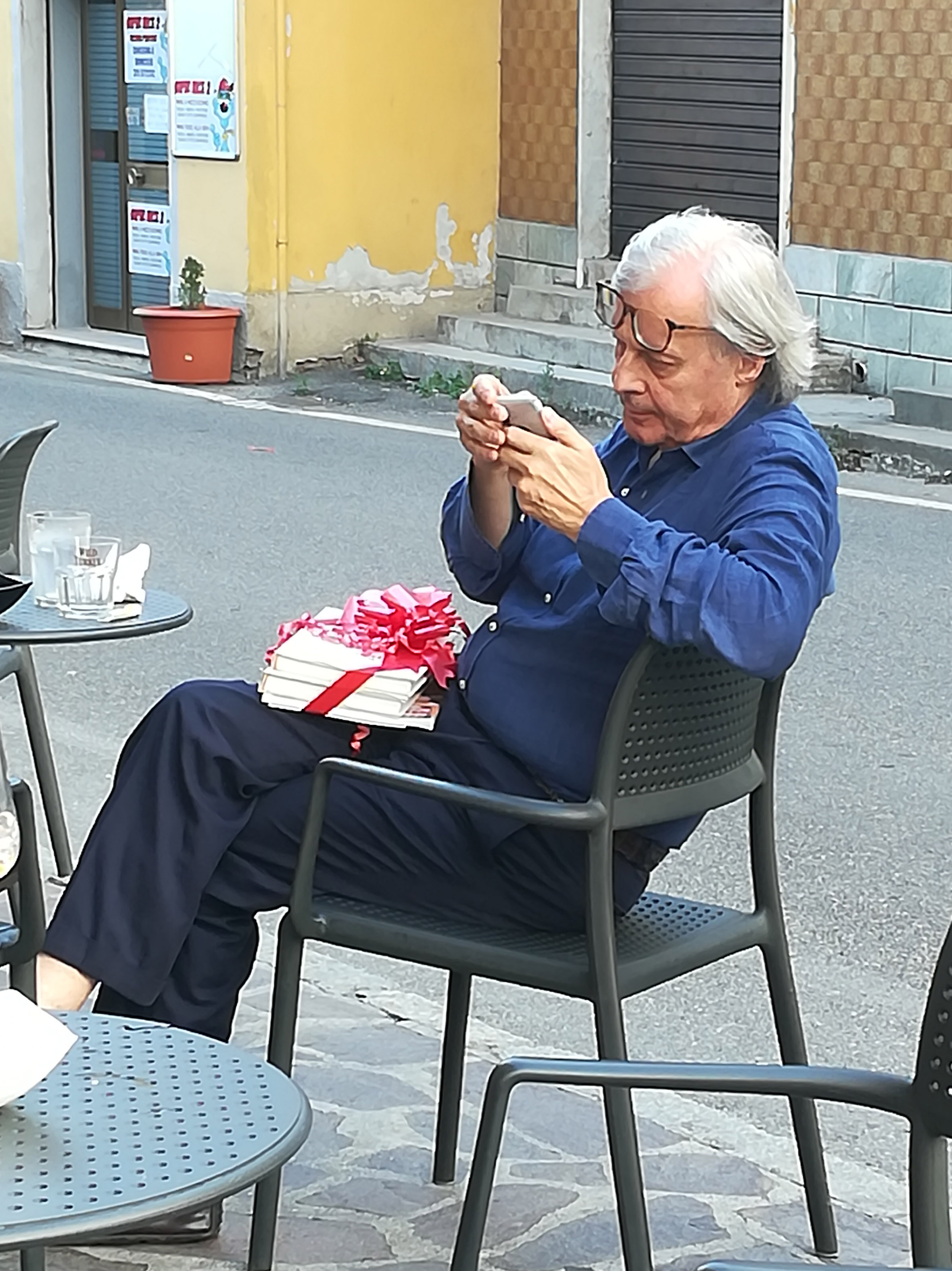
Sgarbi, em Casalpusterlengo, a 15 de julho de 2020, pouco antes da palestra I tesori di Lodi, Codogno e Casalpusterlengo .
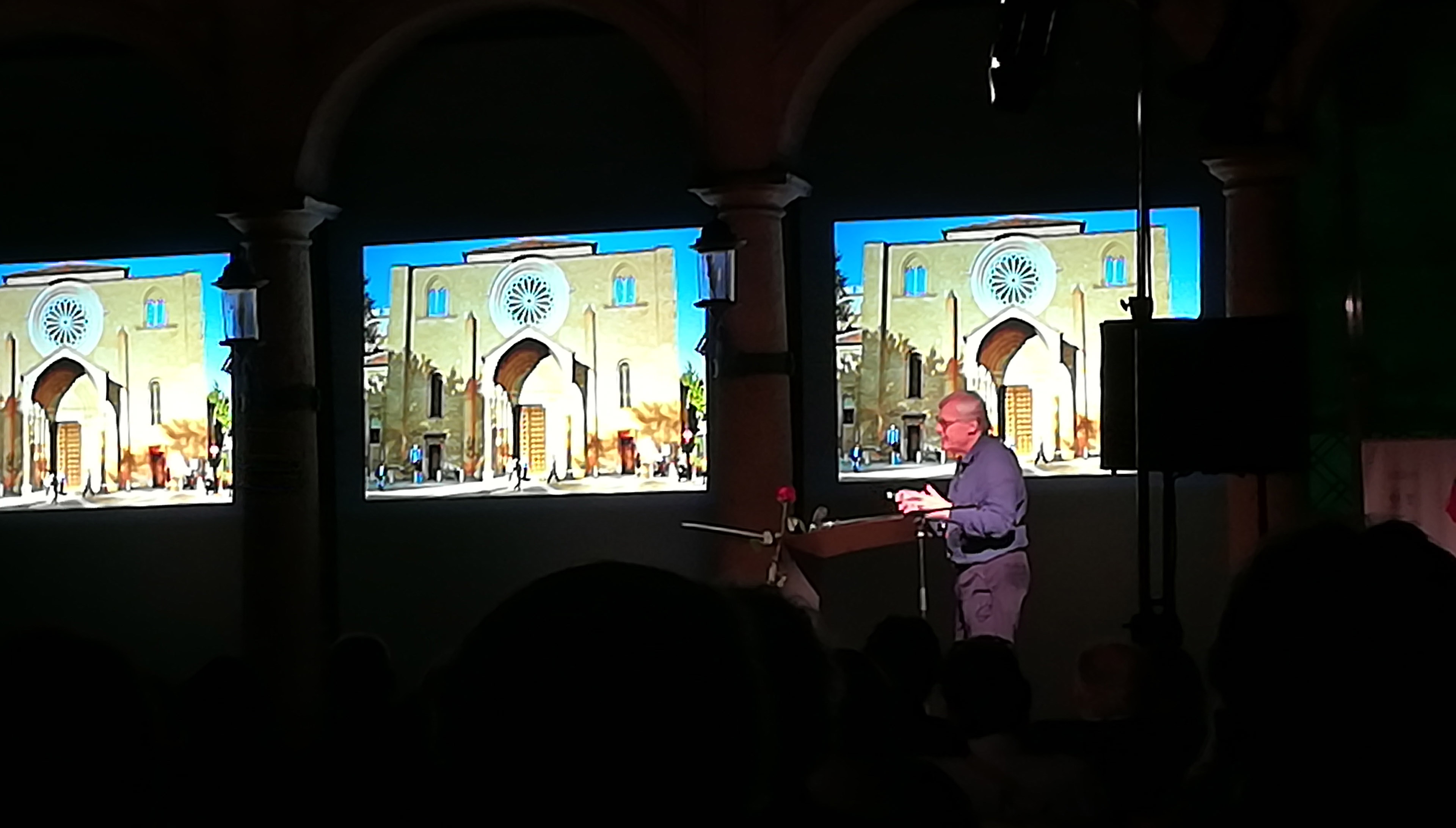
Sgarbi durante a palestra I tesori di Lodi, Codogno e Casalpusterlengo .

## Publicações
- Carpaccio - (1979)
- Palladio e la Maniera - (1980)
- Gnoli - (1983)
- I capolavori della pittura antica - (1984)
- Tutti i musei d'Italia - (1984)
- Antonio da Crevalcore e la pittura ferrarese del Quattrocento a Bologna - (1985)
- Carlo Guarienti - (1985)
- Il sogno della pittura - (1985, premio Estense 1985)
- Mattioli - (1987)
- Rovigo. Le chiese. Catalogo dei beni artistici e storici - (1988)
- Soutine - (1988)
- Storia universale dell'arte - (1988)
- Davanti all'immagine - (1989, premio Bancarella 1990)
- Giovanni Segantini, i capolavori - (1989), Reverdito Editore
- Il pensiero segreto - (1990)
- Botero - (1991)
- Dell'Italia. Uomini e luoghi - (1991, premio Fregene 1991)
- Roma: dizionario dei monumenti italiani e dei loro autori - (1991)
- Arturo Nathan. Illusione e destino - (1992)
- Lo Sgarbino. Dizionario della lingua italiana - (1993)
- Le mani nei capelli - (1993)
- Lezioni privado - (1996)
- A regola d'arte. Libri, quadri, poesie: nuove lezioni sul bello - (1998)
- Alfredo Protti - (1998)
- Aroldo Bonzagni. Pittore e illustratore (1887-1918). Ironia, satira e dolore - (1998)
- Gli immortali - (1998)
- La casa dell'anima. Educazione all'arte - (1999)
- Notte e giorno d'intorno girando - (1999)
- Giotto e il suo tempo - (2000)
- Le tenebre e la rosa. Un'antologia - (2000)
- Onorevoli fantasmi. Due anni di polemiche parlamentari - (2000)
- Balthus - (2001)
- Elogio della medicina di Jacovitti - (2001)
- Percorsi perversi - (2001)
- Giorgio De Chirico. Dalla Metafisica alla "Metafisica". Opere 1909-1973 - (2002)
- Il Bene e il Bello. La fragile condizione umana - (2002)
- Il sogno della pittura. Come leggere un'opera d'arte - (2002)
- Kossuth. Wolfgang Alexander Kossuth 1982-2002 - (2002)
- La stanza dipinta. Saggi sull'arte contemporanea - (2002)
- Da Giotto a Picasso - (2003)
- Dell'arte e dell'amore. Gli ultimi giorni del Parmigianino - (2003)
- La ricerca dell'identità da Antonello a De Chirico - (2003)
- L'Odéo Cornaro - (2003)
- Parmigianino - (2003)
- Scaramuzza - (2003)
- Un paese sfigurato. Viaggio attraverso gli scempi d'Italia - (2003)
- Andrea Palladio. La luce della ragione. Esempi di vita em villa tra il XIV e XVIII secolo - (2004)
- Dell'anima - (2004)
- Gaspare Landi - (2004)
- Guercino. Poesia e sentimento nella pittura del Seicento - (2004)
- Le ceneri violette di Giorgione. Natura e Maniera tra Tiziano e Caravaggio - (2004)
- 'San Giuseppe con il bambino' de Giovan Battista Piazzetta - (2004)
- Un capolavoro di Rubens. L'adorazione dei pastori - (2004)
- Aroldo Bonzagni - (2005)
- Caravaggio e l'Europa. Il movimento caravaggesco internazionale de Caravaggio a Mattia Preti - (2005)
- Catalogo generale delle opere di Vincenzo Napolitano. 1. - (2005)
- Catalogo generale delle opere di Antonio Nunziante. 3. - (2005)
- Davanti all'immagine - (2005)
- I giudizi di Sgarbi. 99 artisti dai cataloghi d'arte moderna e dintorni - (2005)
- Il ritratto interiore da Lotto a Pirandello - (2005)
- Monteforte. Paesaggi della memoria - (2005)
- Ragione e passione contro l'indifferenza - (2005)
- Vedere le parole. La scrittura d'arte da Vasari a Longhi - (2005)
- Le meraviglie della pittura tra Venezia e Ferrara dal Quattrocento al Settecento - (2006)
- Francesco del Cossa - (2007)
- Clausura a Milano (e não solo). Da suor Letizia a Salemi (e ritorno) - (2008)
- L'Italia delle meraviglie. Una cartografia del cuore - (2009)
- Donne e dee nei musei italiani (2009)
- Klaus Karl Mehrkens: opere 1983-2008 - Protagon Ed. (2009)
- Viaggio sentimentale nell'Italia dei desideri - (2010)
- Lo stato dell'arte-State of the Arts - Skira (2011)
- L'Italia delle meraviglie - Bompiani (2011)
- Le meraviglie di Roma. Dal Rinascimento ai giorni nostri - Bompiani (2011)
- Piene di grazia. I volti della donna nell'arte - Bompiani (2011)
- L'ombra del Divino nell'arte contemporanea - Cantagalli (2012)
- L'arte è contemporanea. Ovvero l'arte di vedere l'arte - Bompiani (2012)